# 亀有セツルメント
亀有セツルメント（かめありせつるめんと）とは、帝大セツルメントに起源を持つ、学生セツルメント団体である。最盛期の1960年代には、東京大学を中心に100名近いセツラーを擁していた。その名が示す通り、東京都足立区の貧困層が多く居住する地域で活動していた。また専従セツラーを中心に1951年、足立区大谷田に「東大セツルメント診療所」が開設され、翌年「セツルメント診療所」に改称され、1988年、「医療法人財団ひこばえ会」が発足した。「ひこばえ」は戦前の帝大セツルメントの再建の意味も込めている。
全国学生セツルメント連合（全セツ連）が、日本共産党系の学生が多いのに対して、亀有セツルメントでは、日本社会党系の学生が多数を占めた。「学生の自己成長のためのセツルメント」を標榜する全セツ連に対し、「地域人民のためのセツルメント」を対置し、全セツ連の大会招請を無視し続けていた。セツル論に厳格なあまり、異端に隣保館を引き渡す代わりに、綾瀬セツルメントを名乗らせた。
しかし、極貧層の子供の消滅とともに、「子供と遊ぶサークル」に変化。明治大学を中心に残存したセツル論に厳格なセツラーは、逆に異端視されるようになり、1987年を最後に足立区関原地区からも撤収したようだ。
OB・OGは、労働運動家になることが多く、日本社会党所属の市町村議員になった者もいる。
1960年の三池闘争では、社青同学生班セツルメントグループが炭鉱住宅の子どもたちの勉強や遊びを通じて、面倒を見ていた。
山田正行は1973年にセツラーになった（セツラー・ネームはブク）。この年、セツラーは約四十名余、翌年は百数十名になった（セツルメントの中で各パートに分かれ、出入りがあるので概数）。当時の経験の一端は『アイデンティティと時代』（同時代社、2010年）に書いた。
参考文献：和田清美・医療法人財団ひこばえ会・セツルメント診療所・つやま訪問看護ステーション編『大都市における地域医療・看護・介護の理想と現実―東京都足立区セツルメント診療所五〇年のあゆみ―』こうち書房、2001